# Østpolitik
Ostpolitik (Østpolitik) er den tyske betegnelse for den vesttyske udenrigspolitik, der indførtes under Willy Brandts kanslerskab fra 1969-1974. Brandts sekretær, Egon Bahr, havde formuleret politikken med overskriften "Wandel durch Annäherung" (forandring gennem tilnærmelse). Målet var at bryde det diplomatiske dødvande der havde eksisteret mellem DDR og Vesttyskland siden staternes oprettelse i 1949. Den nye politik skulle lægge vægt på dialog og samarbejde, ikke bare med DDR, men også med de øvrige østblokstater.
Ønsket om at finde en modus vivendi mellem Øst- og Vesttyskland udgjorde et markant skifte i forhold til Konrad Adenauers skarpe Hallsteindoktrin, der siden grundlæggelsen af Vesttyskland i 1949 havde været grundlaget for vesttysk politik med østlandene.

## Elementer i Ostpolitik
- Passerseddelaftalen Aftale mellem de delte parter i Berlin om at give vestberlinere tilladelse til at besøge slægtninge i Østberlin. Aftalt allerede den 17. december 1963, da Willy Brandt var borgmester i Vestberlin.
- Moskvatraktaten den 12. august 1970 udgjorde sammen med
- Warszawatraktaten den 7. december 1970 grundlaget for Vesttysklands afkald på fremtidige grænsekrav over for Polen. Forpligtede parterne til at arbejde for fred og samarbejde, og til at respektere landes uafhængighed.
- Firmagtsaftalen den 3. september 1971 fastlagde de to dele af Berlins retsstatus. Sikrede dermed Vestberlin fra østblokkens trusler.
- Transitaftalen den 17. december 1971 muliggjorde at vesttyskere kunne besøge østtyskere.
- Grundlagstraktat den 21. december 1972 var en aftale mellem Vesttyskland og DDR, hvor Vesttyskland for første gang i praksis anerkendte eksistensen af Østtyskland. Folkeretsligt afviste man dog stadig DDR.
- Pragtraktaten den 11. december 1973 betød et afkald på alle fremtidige tyske krav på sudertyske områder. Den gjorde dermed Münchentraktaten fra 1938 ugyldig, uden dog at tage stilling til spørgsmålet om statsborgerskab.[1]